# علاء الدين أبو القاسم
 علاء الدين أبو القاسم  (25 نوفمبر 1990 - ) هو رياضي مصري من أب مصري وأم جزائرية يمارس لعبة المبارزة حاز الميدالية الفضية في منافسات فردى سلاح الشيش بالألعاب الأولمبية الصيفية 2012 المقامة بلندن. ومن ثم أصبح أول مصري وعربي وإفريقي يحقق ميدالية أوليمبية في لعبة المبارزة. كما حقق الميدالية الذهبية في كلا المنافسة الفردية والفرق للشيش في دورة الألعاب العربية الثانية عشرة 2011.
ولد أبو القاسم يوم 25 نوفمبر 1990 في مدينة سطيف في الجزائر لأب مصري وأم جزائرية ثم انتقلت عائلته إلى الإسكندرية بسن الرابعة حيث تربى هناك. وأهدى ميداليته الفضية بأولمبياد لندن لروح والده الذي توفى قبلها بخمس أشهر.

## روابط خارجية
- علاء الدين أبو القاسم على موقع الاتحاد الدولي للمبارزة (الإنجليزية)
- علاء الدين أبو القاسم على موقع أوليمبيديا (الإنجليزية)